# Heradion flammeum
Heradion flammeum là một loài nhện trong họ Zodariidae.
Loài này thuộc chi Heradion. Heradion flammeum được Hirotsugu Ono miêu tả năm 2004.